# Sarosieki
Sarosieki (ros. Саросеки, Sarosieki) – wieś na Białorusi, w obwodzie grodzieńskim, w rejonie brzostowickim, w sielsowiecie koniuchowskim.
W dwudziestoleciu międzywojennym ówczesna okolica leżała w Polsce, w województwie białostockim, w powiecie grodzieńskim, w gminie Indura.
Według Powszechnego Spisu Ludności z 1921 roku ówczesną okolicę zamieszkiwały 102 osoby, 92 było wyznania rzymskokatolickiego, a 10 prawosławnego. Jednocześnie 92 mieszkańców zadeklarowało polską przynależność narodową, a 10 białoruską. Było tu 14 budynków mieszkalnych.
Miejscowość należała do parafii rzymskokatolickiej w Odelsku i parafii prawosławnej w Indurze.
Podlegała pod Sąd Grodzki w Indurze i Okręgowy w Grodnie; właściwy urząd pocztowy mieścił się w Indurze.